# تومي دوسن
تومي دوسن (بالإنجليزية: Tommy Dawson)‏ (6 فبراير 1915 في المملكة المتحدة - 20 ديسمبر 1972 في المملكة المتحدة) هو مدرب كرة قدم ولاعب كرة قدم بريطاني (وحمل سابقاً جنسية المملكة المتحدة لبريطانيا العظمى وأيرلندا) في مركز مهاجم داخلي. لعب مع تشارلتون أثلتيك وسويندون تاون ونادي برينتفورد وويتبي تاون ‏ وتشبنهام تاون وسبنيمور يونايتد ‏ ودارلينجتون إف سى.